# Jolochero
Jolochero es un ejido del municipio de Balancán ubicado en la subregión de los Ríos del estado mexicano de Tabasco.

## Geografía
La localidad se ubica a 57.8 kilómetros (en dirección noreste) de la localidad de Balancán de Domínguez, la cabecera y lugar más poblado del municipio. Se sitúa en las coordenadas geográficas 17°31′30″N 91°04′35″O / 17.525000, -91.076389, a una elevación de 60 metros sobre el nivel del mar.

## Demografía
Según el Conteo de Población y Vivienda 2020, efectuado por el Instituto Nacional de Estadística y Geografía, la localidad de Jolochero tiene 813 habitantes, de los cuales 406 son del sexo masculino y 407 del sexo femenino. Su tasa de fecundidad es de 2.96 hijos por mujer y tiene 221 viviendas particulares habitadas.
| Gráfica de evolución demográfica de Jolochero entre 1970 y 2020 |
|                                                                 |
| INEGI.                                                          |